# Mörbisch am See
Mörbisch am See é um município da Áustria localizado no distrito de Eisenstadt-Umgebung, no estado de Burgenland.